# Haris Dilaver
Haris Dilaver (sinh 6 tháng 2 năm 1990) là một cầu thủ bóng đá Bosnia và Herzegovina hiện tại thi đấu ở vị trí tiền đạo cho FK Mladost Doboj Kakanj.